# Skupina surrealistů v ČSR

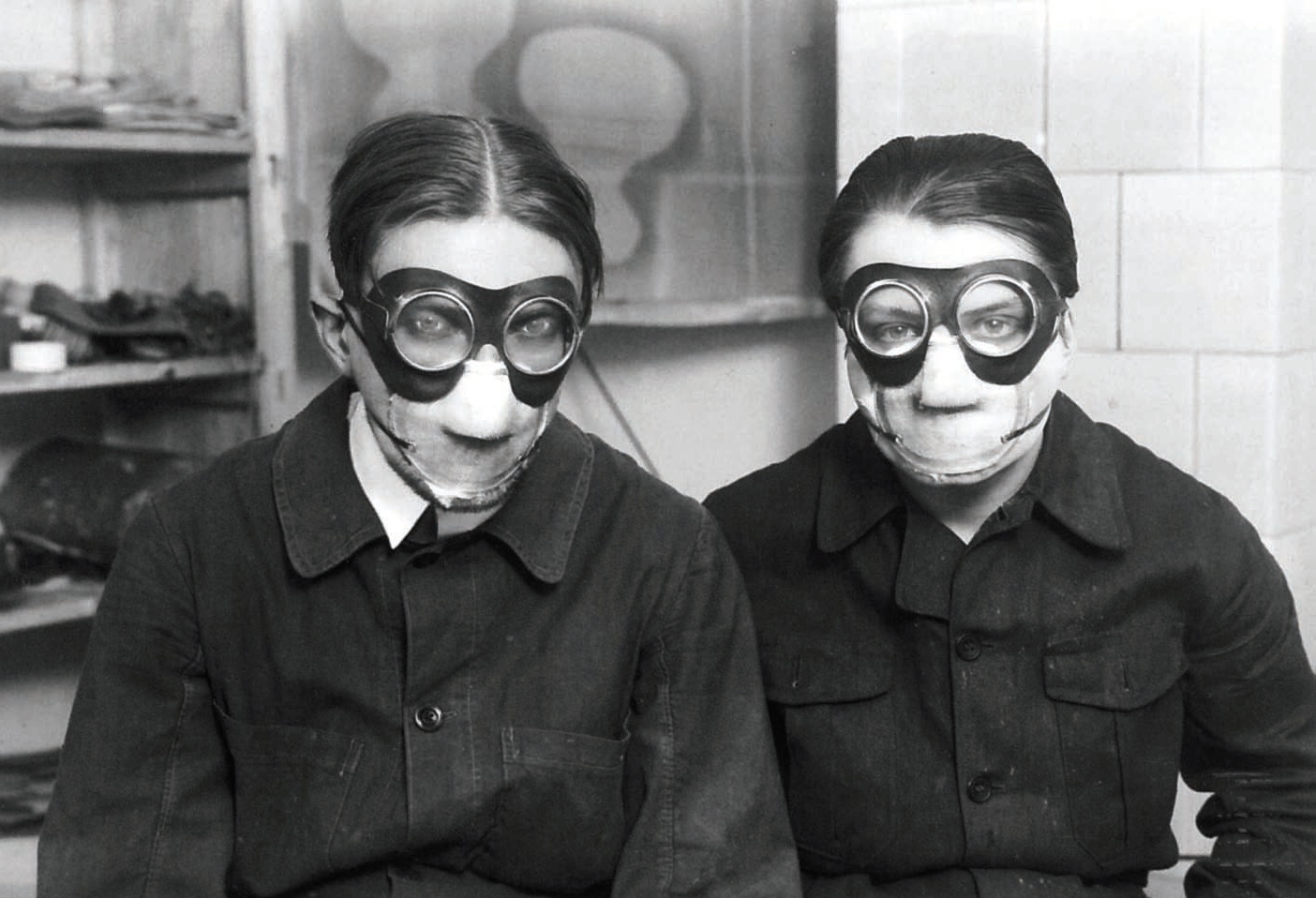
Malíři Jindřich Štyrský a Toyen v maskách při práci s „Deka“ barvami

Skupina surrealistů v ČSR (často označována jako Surrealistická skupina, někdy i surrealistická skupina) byla literárně-umělecká skupina. Vznikla roku 1934 a její cíle se samozřejmě odvíjely od surrealismu světového (ovlivnění především 2. manifestem André Bretona z roku 1930), ale dokázala vyvíjet i vlastní iniciativu. Během krátké doby se jí podařilo navázat styky s ostatními podobnými skupinami v cizině a stát se jednou z nejvýznamnějších takto zaměřených skupin. V Praze na pozvání této skupiny přednášel André Breton.
V roce 1938 tuto skupinu rozpustil její zakladatel Vítězslav Nezval, který tím chtěl vyjádřit svůj nesouhlas s antisovětskými názory většiny členů (především Karel Teige), tyto názory se začaly objevovat po r. 1936, kdy začala být známa situace v SSSR, nejen z oficiálních (myšleno sovětských) zdrojů. Toto rozpuštění nebylo některými členy zcela uznáno a část této skupiny vyvíjela aktivitu až do roku 1939.
- Pokračování surrealistických aktivit viz Skupina českých a slovenských surrealistů

## Sborníky
- Surrealismus (1936, red. V. Nezval)
- Ani labuť ani Lůna: Sborník k stému výročí smrti Karla Hynka Máchy (1936, ed. V. Nezval)

## Představitelé
Základ této skupiny tvořili převážně bývalí členové Devětsilu; prohlášení o ustavení skupiny podepsali:
- Vítězslav Nezval
- Karel Teige
- Bohuslav Brouk - vl. nákladem vydal leták informující o ustavení skupiny
- Konstantin Biebl
- Jaroslav Ježek
- Jindřich Štyrský
- Toyen (vl. jm. Marie Čermínová)
- Vincenc Makovský
- Jindřich Honzl
- Imre Forbath
- Katy King (vl. jm. Libuše Jíchová)
- Josef Kunstadt